# Правда (газета, Варшава)
«Правда» (пол.  Prawda. Tygodnik Polityczny, Społeczny i Literacki) ― еженедельная политическая, общественная и литературная газета, выходившая в Варшаве в 1881―1915 годах. Одно из ведущих изданий «варшавского позитивизма», отражавшее его эволюцию.

## Издатели и редакторы

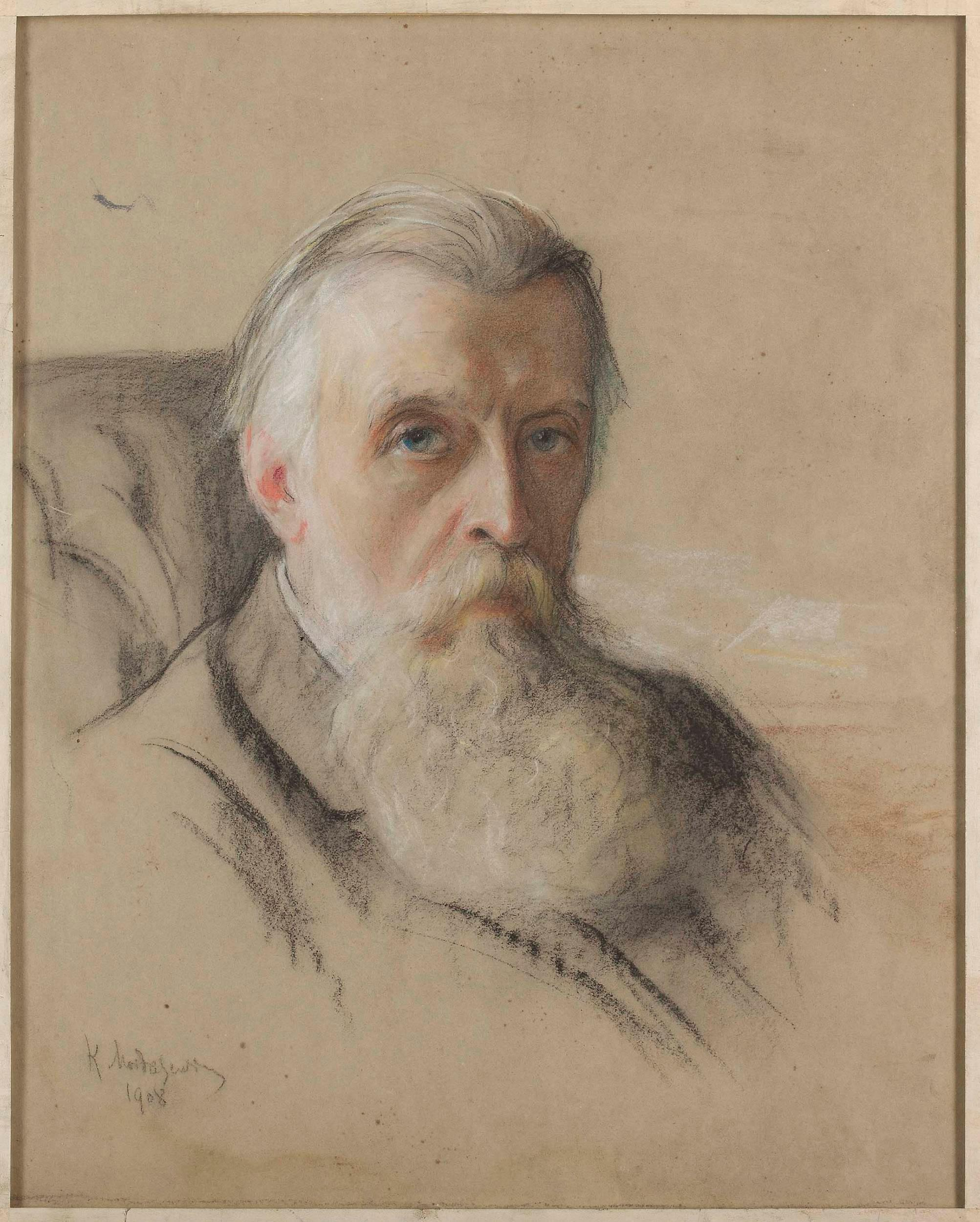
Александр Свентоховский. Худ. Казимеж Мордашевич. 1908

Основатель, издатель и редактор (до 1902 года) ― писатель и публицист Александр Свентоховский. С 1902 года редактор А. Дембовский, с 1906 года ― редактор Р. Серошевска, с 1908 года издатель В. Бискупский, редактор Р. Новаковский, с 1909 года издатель Ю. Яблонский, с 1910 года редактор А. Джон, с 1912 года редактор В. Ржимовский (издатель с 1914), с 1915 года издатель Б. Тышка.

## Концепция газеты

Польская газета «Правда», 1881 год

Изначально выступила как газета публицистическая (циклы статей А. Свентоховского «Я мыслю ― значит, существую…» (1881), «Заметки политические» (1882), «Борьба за существование» (1883). Газета исходила из представления о неизменности существующих социальных отношений и поддерживала концепцию Джеймса Милля о сосуществовании всех социальных слоёв и политических групп для решения практических проблем в духе демократического либерализма. Призыв газеты «Работа у основ» звал интеллигенцию просвещать народ, строить в деревнях школы и больницы. Лозунг «органического труда» говорил о превращении общества в единый национальный организм. После восстания 1863—1864 гг. варшавский позитивизм пытался объяснить идею ненасильственного сопротивления царизму, и отчасти это ему удалось: романтический образ вооружённого борца за независимую Польшу потускнел. Газета призывала сосредоточиться на интеллектуальной, культурной и социальной проблемах дабы сохранить нацию.

## Авторы газеты
Статьи и фельетоны Свентоховского, а также статьи привлечённых им в газету известных польских писателей, учёных и культурных деятелей, оказали безусловное влияние на формирование нового поколения польско-литовской интеллигенции. Около 1887 года направление газеты изменилось в связи с началом сотрудничества группы публицистов социалистических взглядов (Л. Кшивицкий, Ф. Дашинский, К. Келлес-Крауз, Ю. Мархлевский, С. Мендельсон, А. Варский, Л. Василевский, Л. Венярский). К 1902 году на страницах газеты развивалась деятельность двух публицистических тенденций: либерально-демократической и социалистической.
В культурном разделе со статьями выступали Р. Бодуэн де Куртенэ, Ф. Богацкий, С. Дикштейн, Ю. Давид, Ю. Гайслер, З. Геринг, А. Инлендер, Я. Карлович, С. Кржеминский, Зигмунт и Зенон Петкевичи, Ю. Поплавский, С. Познер, Ю. Потоцкий, С. Рамулт, В. Смоленский, В. Спасович, Л. Страшевич. Корреспондентами газеты являлись К. Бартошевич, Иван Франко, Т. Йеж, Ф. Равита-Гавронский, О. Буйвид, Э. Порембович, Е. Пшевоский. Со своими произведениями выступали Ф. Бродовский, Иван Франко, В. Гомулинский, И. Мациёвский, Элиза Ожешко, Ю. Савицка, В. Буковинский, Г. Даниловский, В. Реймонт, В. Серошевский, С. Слонский, Л. Стафф, С. Жеромский, К. Пшерва-Тетмайер. Критические литературные статьи и рецензии публиковали А. Бем, П. Чмеловский, Ю. Котарбинский, А. Дрогошевский, В. Фельдман.
Газета проводила дискуссии о театре, живописи, организовывала юбилейные акции, занималась издательской деятельностью (библиотека «Правды»).